# Christian Espagne
Christian Espagne (* 12. Juni 1794 in Berlin; † 1838 in Münster) war ein deutscher Lithograf.

## Leben

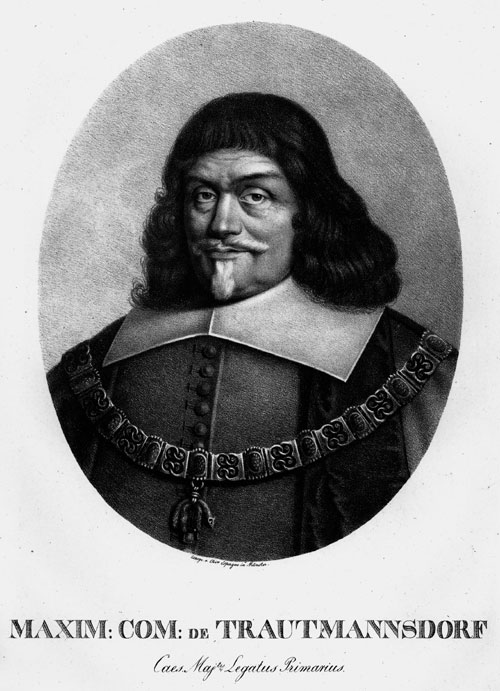
Max Graf von Trauttmansdorff, Lithografie aus Espagnes Bildnisserie von Unterhändlern beim Westfälischen Frieden, 1824

Als Autodidakt wurde Espagne Lithograf. 1819/1820 gründete er die erste lithografische Anstalt in Münster. Dort war Caspar Görke sein Schüler. Neben Gebrauchsgrafik (Formulare, Landkarten, Partituren) schuf er Porträts, etwa 58 Bildnisse der beim Westfälischen Friedensschluss versammelt gewesenen Gesandten nach historischen Porträts aus den Rathäusern von Münster und Osnabrück (1821–1827).